# Fauna da Arménia
A fauna da Arménia é diversificada em vista da relativamente pequena dimensão geográfica, devido à variedade de habitats na zona montanhosa.
A Arménia é uma área importante para os animais migratórios, e ao redor de 350 diferentes espécies de aves são registradas no país. Muitos dos animais domésticos do mundo originaram-se na zona onde se encontra a Arménia, e o musmão, ancestral das ovelhas domesticadas, está presente na região. As investigações indicam que, aproximadamente, a quarta parte das espécies animais em perigo de extinção na Arménia são conhecidos internacionalmente. Os musmões estão sofrendo uma grande diminuição da população devido à caça por dinheiro e a perda de seus habitats, e a truta-do-sevã, que constituía 30% dos peixes no lago Sevã, praticamente estão desaparecidos.